# Gymnadenia truongiae
Gymnadenia truongiae là một loài thực vật có hoa trong họ Lan. Loài này được (Demares) W.Foelsche mô tả khoa học đầu tiên năm 1999.